# Przemysław Czarnecki
Przemysław Maksymilian Czarnecki (ur. 12 września 1983 we Wrocławiu) – polski polityk, poseł na Sejm VII, VIII i IX kadencji.

## Życiorys
Absolwent XXXVIII Liceum Ogólnokształcącego im. Stanisława Kostki Potockiego w Warszawie (2003). Studiował prawo na Uniwersytecie Wrocławskim. Według życiorysu dostępnego na stronie Sejmu ma wykształcenie średnie ogólne, natomiast na swojej stronie internetowej podawał, że ukończył studia prawnicze. Początkowo pracował fizycznie m.in. w Wielkiej Brytanii, później jako analityk ds. bezpieczeństwa i w klubie parlamentarnym Prawa i Sprawiedliwości. Odbył także staż w departamencie prawnym banku PKO BP. Od 2013 do 2014 pozostawał bez pracy.
W 2010 bez powodzenia z ramienia PiS kandydował do wrocławskiej rady miejskiej. W wyborach w 2011 z listy tej partii również bezskutecznie kandydował do Sejmu w okręgu wrocławskim, otrzymując 6222 głosy. Mandat posła VII kadencji objął 5 czerwca 2014, zastępując w parlamencie Dawida Jackiewicza. W 2015 zasiadł w radzie nadzorczej Wrocławskiego Towarzystwa Sportowego.
W wyborach w 2015 z powodzeniem ubiegał się o poselską reelekcję z wynikiem 9200 głosów. Został zastępcą przewodniczącego Komisji Spraw Zagranicznych. W wyborach w 2019 utrzymał mandat poselski na kolejną kadencję, otrzymując 19 413 głosów. W IX kadencji ponownie był wiceprzewodniczącym Komisji Spraw Zagranicznych, zasiadał też m.in. w Komisji Kultury Fizycznej, Sportu i Turystyki.
W styczniu 2020 zrzekł się immunitetu w związku z oskarżeniem o uszkodzenie ciała. 21 października 2022 został zawieszony w prawach członka Prawa i Sprawiedliwości po tym, gdy poprzedniej nocy został znaleziony nieprzytomny i nietrzeźwy na przystanku autobusowym na Wilanowie w Warszawie, a następnie przewieziony do izby wytrzeźwień.
W 2023 bezskutecznie kandydował do Sejmu X kadencji (otrzymał 9342 głosy). W 2024 bez powodzenia kandydował do sejmiku dolnośląskiego; mandat radnego województwa objął jednak jeszcze w tym samym roku w miejsce Grzegorza Macki.

## Życie prywatne
Syn polityka Ryszarda Czarneckiego. Zawarł związek małżeński z Łucją, z którą ma córkę Aleksandrę.